# Korruption in Venezuela

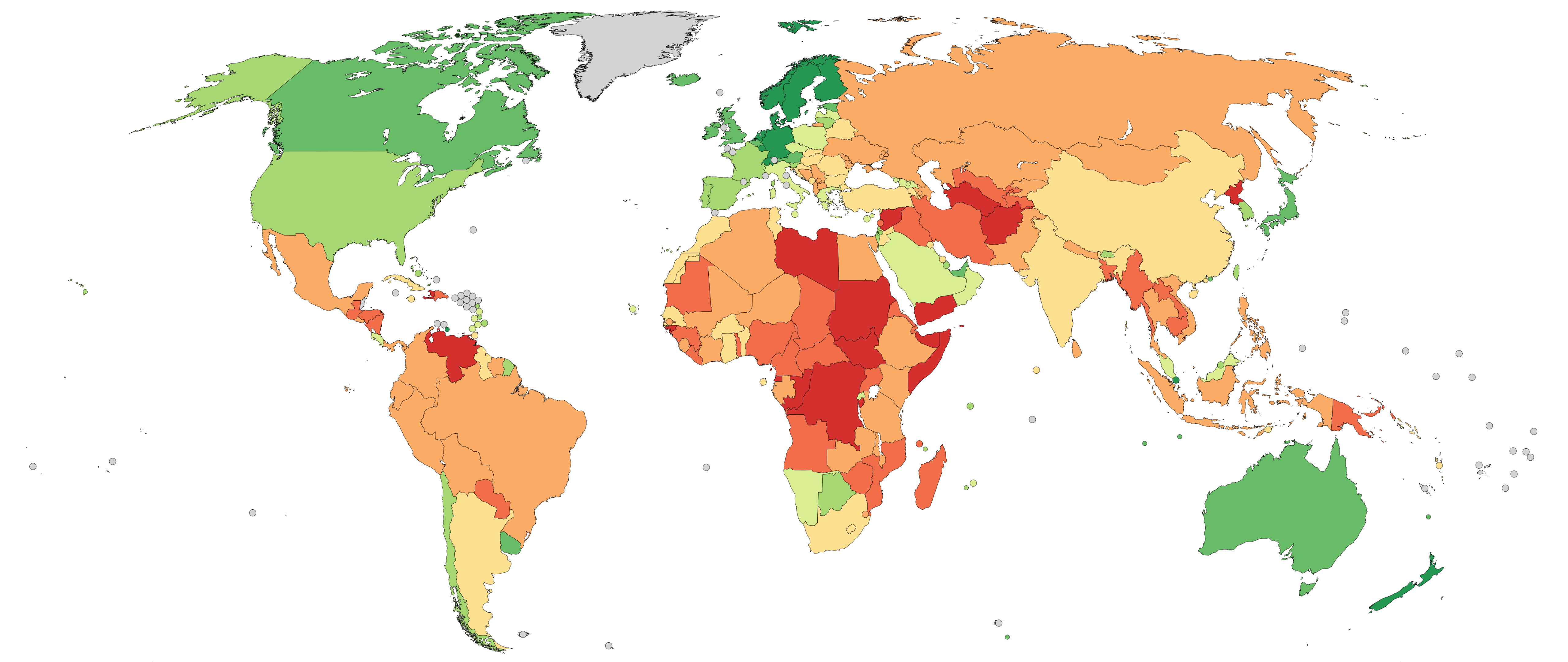
Übersicht des Korruptionswahrnehmungsindexes im internationalen Vergleich (Stand: 2020)

Venezuela zählte Transparency International zufolge 2015 zu den korruptesten Ländern der Welt.

## Geschichte

### Kolonialzeiten

#### Von der Unabhängigkeit bis zur Castro-Zeit

##### Die Brüder Monagas

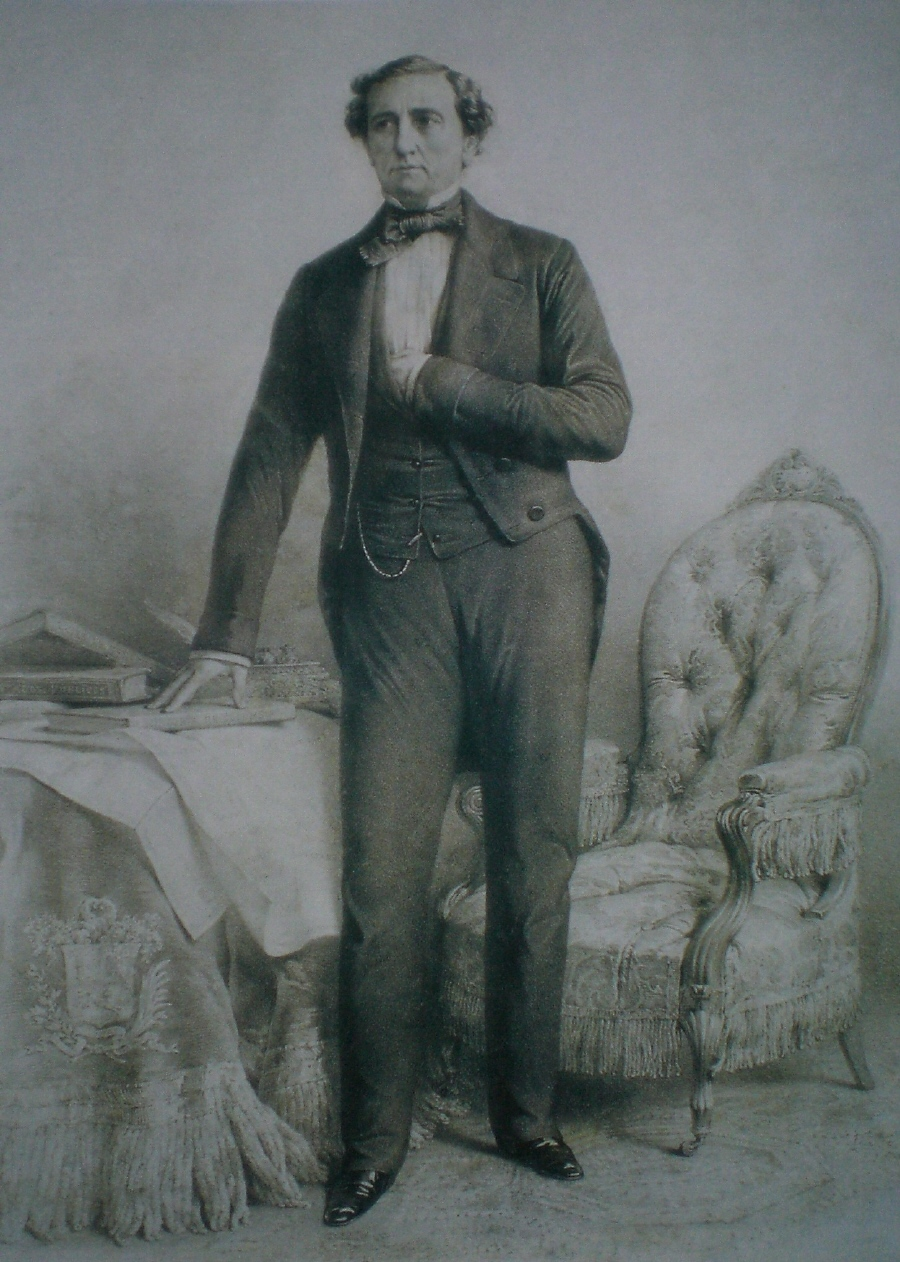
Präsident José Tadeo Monagas

Der Nepotismus im Besonderen manifestierte sich während der Präsidentschaft der Brüder Monagas. 1847 war José Tadeo Monagas als der reichste Mann von Venezuela bekannt. Die Korruption in der Regierungszeit der Brüder Monagas war einer der Gründe für die Märzrevolution von 1858.

##### Pérez Jiménez
1968 wurde der Diktator Marcos Pérez Jiménez zu vier Jahren Haft wegen Korruption verurteilt.
Am Ende seiner Diktatur hatte der Staat Schulden in Höhe von 4574 Milliarden Bolívares.

#### 1958–1998

##### Die 60er Jahre
1965 verkauften die Waffenhändler Mertins und Samuel Cummings an Venezuela 74 Kampfflugzeuge der F-84-Baureihe. 54 Stück dieser Charge waren Lagerüberschüsse, die sie für 46.200 US-Dollar pro Stück gekauft hatten und an Venezuela für 141.000 US-Dollar je Stück verkauften. Sie erzielten damit einen Nettoverdienst von 6,926 Millionen US-Dollar. Dieses Geschäft wurde für Korruption gehalten.

##### Zweite Regierungszeit von Carlos Andrés Pérez

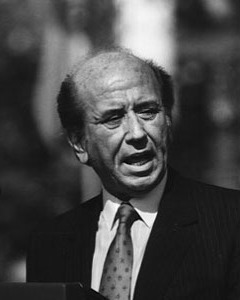
Carlos Andrés Pérez

Im März 1993 leitete der Staatsanwalt Ramón Escovar Salom ein Verfahren gegen den Präsidenten ein wegen Zweckentfremdung von 250 Millionen Bolívares, 17 Millionen US-Dollar von damals. Das Geld soll zur Unterstützung der Präsidentin Nicaraguas, Violeta Chamorro, und ihrer Vizepräsidentin, Yesseany Medina Parra, benutzt worden sein. Als Folge wurde Carlos Andrés Pérez vom Kongress des Amtes enthoben.

#### Chávez und Maduro
Zu den ersten Korruptionsfällen, die zu Zeiten Hugo Chávez’ bekannt wurden, zählt man den Plan-Bolívar-2000-Fall, die PDVAL- und die Barrueco-Affäre.

#### FONDEN
Der FONDEN (Fondo de Desarrollo Endógeno oder Fonds für die Endogene Entwicklung) soll eine weitere Quelle von Korruption sein. Reuters zufolge sind Milliarden Dollar der Erdölexporte spurlos verschwunden. FONDEN wird einigen Experten zufolge ohne jegliche Kontrolle unabhängiger Institutionen verwaltet. Im August 2011 erklärte der oppositionelle Abgeordnete Carlos Ramos Rivas, dass über 29 Milliarden US-Dollar aus FONDEN verschwunden waren, ohne dass die Regierung eine Erklärung dafür gegeben hätte.
Das Unternehmen Serlaca, das in Caicara del Orinoco Aluminium verarbeitet, soll Hunderte von Millionen Dollar vom FONDEN bekommen haben. Im Jahr 2011 hatte es schon über 312 Millionen US-Dollar verwendet, aber nur die Grundlagen eines Gebäudes waren fertig gestellt worden.
FONDEN wurde auch benutzt, um ein neues Gebäude für die Botschaft Venezuelas in Moskau und eine Reihe von Bussen für die Copa de Fútbol de América von 2007 zu kaufen. Das war ein Verstoß gegen die FONDEN-Regeln, wonach die Gelder nicht für den Kauf von Immobilien oder Fahrzeugen benutzt werden durften.

#### CADIVI
Das System der Devisenverkehrsbeschränkung, das in Venezuela seit 2003 existiert, ist eine Quelle vieler Korruptionsfälle. Im Jahr 2013 erklärte Ricardo Sanguino, Vorsitzender des Finanzausschusses der Nationalversammlung, dass die Regierung allein zwischen 2012 und 2013 etwa 21 Milliarden Dollar zu einem deutlich günstigeren Wechselkurs an mehrere Unternehmen für die Einfuhr von „notwendigen Produkten“ verkauft hatte, obwohl diese Produkte nie importiert wurden. Edmée Betancourt, damalige Vorsitzende der Zentralbank Venezuelas, und Jorge Giordani, damaliger Finanzminister, schätzten, dass ein Drittel der von der Regierung subventionierten Dollar an Geisterfirmen vergeben wurden.

#### Diosdado Cabello
Diosdado Cabello wird zahlloser Vergehen der Korruption und der Unterschlagung bezichtigt, wobei er Pedro Torres Ciliberto und Arné Chacón als Strohmänner benutzt haben soll. Cabello hat alle Anschuldigungen zurückgewiesen und nach mehrfachen Denunziationen des Abgeordneten Julio Borges bei einer Sitzung des Parlaments im Januar 2011 forderte Cabello ihn heraus, Beweise der Anschuldigungen den Gerichten zu präsentieren und den Entzug seiner parlamentarische Immunität zu beantragen.
Er wird beschuldigt, die Kontrolle der Autofirma BERA, der Schuh- und Sportartikelfirma RS21, der Apotheken-Handelskette FarmAhorro und der Fischfabriken EVEBA in Cumaná und Tunfisch Margarita zu haben sowie im Besitz von 43 Immobilien zu sein. Eine deutsche Bank hat einer Kommission der Zentralbank in Venezuela mitgeteilt, dass Cabello ein Konto mit 21,5 Millionen Dollar besitzt. Selbst im linken Umfeld gibt es Kritik an Diosdado Cabellos Machenschaften. Bei einer Anzeige vor einem Gericht in Miami durch den Aktivisten Thor Halvorssen Mendoza gegen die Eigentümer der Energiefirma Derwick Associates Corporation und einer Filiale in den USA wurde ihnen vorgeworfen, dass Millionen von Dollar „unter dem Tisch“ an Funktionäre der venezolanischen Regierung geflossen sind. Die Anklage bestätigte, dass Diosdado Cabello 50 Million US-Dollar als Schmiergeld erhalten hat. Die unlauteren Handlungen der Beschuldigten wurden von einem bzw. mehreren Angestellten der Derwick (…) persönlich bestätigt. Es ist nicht das erste Mal, dass Cabello in gesetzeswidrige Bereicherungen verstrickt ist. Nach Unterlagen des amerikanischen Außenministeriums und der privaten Investigationsirma Stratfor, aufgedeckt durch WikiLeaks, ist der Präsident des Parlaments, Diosdado Cabello, eines der großen Schwergewichte der Korruption in Venezuela. Zusätzlich zu diesen gravierenden Anschuldigungen liegen seit 2009 noch weitere siebzehn Anzeigen bei der General-Staatsanwaltschaft gegen ihn vor, die von ihm noch nicht widersprochen wurden, allerdings hat der Oberste Gerichtshof die zweite Anzeige zurückgewiesen. Cabello hat zudem noch Anschuldigungen von der Human Rights Foundation für angebliche Korruption und Drogenhandel. Am 27. Januar 2015 wurden Nachrichten publiziert, die ihn des Drogenhandels bezichtigen. In einer Reihe von Untersuchungen der Regierung der Vereinigten Staaten wird eine Rolle Cabellos beim Drogenhandel als angeblicher Chef eines Drogenkartells der ranghöchsten Generäle des venezolanischen Generalstabs erwähnt.

### Drogenhandel
Das Finanzministerium der Vereinigten Staaten beschuldigte den venezolanischen General Hugo Carvajal des Drogenhandels. Der General soll der FARC beim Kokainschmuggel geholfen haben. Er soll im Jahr 2006 eine Ladung von 5600 Kilo Kokain koordiniert haben, die aus Venezuela nach Mexiko transportiert wurde. Die venezolanische Regierung bestritt das. Carvajal wurde vorläufig auf Aruba festgenommen.
Im März 2015 wurden in Haiti zwei Neffen der Gattin des venezolanischen Präsidenten von DEA-Beamten verhaftet. Sie sind zurzeit in den USA wegen Kokainhandels angeklagt.
Anfang August 2016 klagte ein Gericht in den USA den General Néstor Reverol wegen Drogenhandels an. Er wurde demonstrativ vom Präsidenten Nicolás Maduro zum neuen Innenminister ernannt.

## Nepotismus
Es gab oft Anklagen der Opposition über Nepotismus in der Regierung Chávez. Chávez Vater war Gouverneur vom Bundesstaat Barinas. Jorge Arreaza, sein Schwiegersohn, war bis jetzt Minister bei den unterschiedlichsten Ministerien gewesen. Ein Cousin von Chávez, Argenis, ist zurzeit der Vorsitzende der staatlichen Erdölgesellschaft PDVSA. Chávez’ älteste Tochter ist Vertreterin Venezuelas bei den Vereinten Nationen.
Nicolás Maduro Junior, ältester Sohn des Präsidenten Nicolás Maduro, leitet eine Gruppe spezieller Inspekteure der Präsidentschaft sowie das Nationale Institut für Kino, auch wenn er zuvor keinerlei Erfahrung in diesen Bereichen hatte. Ein Neffe von Cilia Flores, Maduros Frau, ist Schatzmeister der Nation und Vizepräsident für Finanzen der staatlichen Erdölgesellschaft PDVSA. Schon im Jahr 2008 beschwerten sich Gewerkschafter der Nationalversammlung darüber, dass zumindest 40 Angestellte Verwandte oder Freunde von Cilia Flores waren.

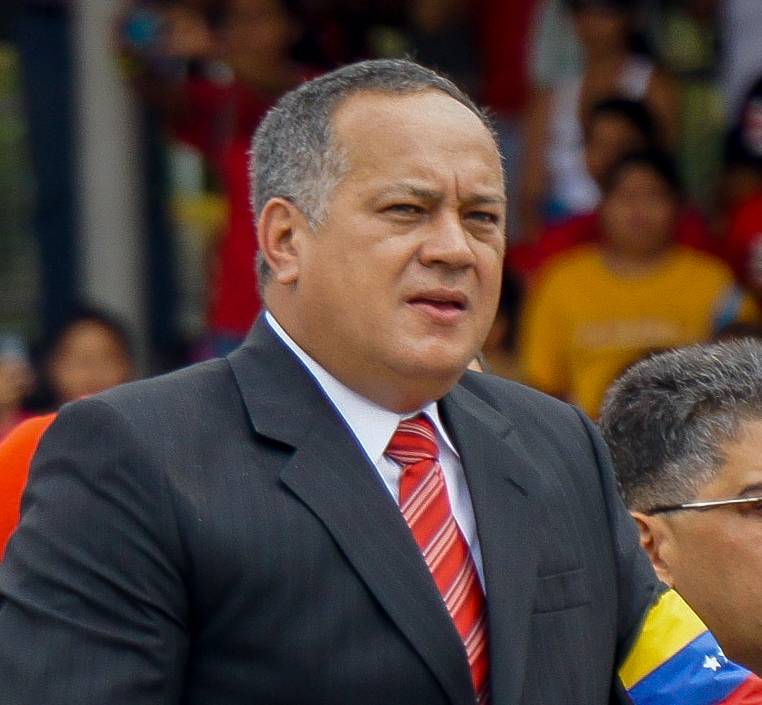
Diosdado Cabello

Diosdado Cabello, ehemaliger Militär und zeitweiliger Vorsitzende der Nationalversammlung, verfügt über mehrere Familienmitglieder in wichtigen Regierungsstellen. So ist sein Bruder, José David Diosdado Cabello, Industrieminister und Vorsitzender der Steuerbehörden. Diosdado Cabellos Frau, Marleny Contreras, ist Ministerin für Tourismus. Im Juni 2018 wurde er selber Vorsitzender der von Präsident Maduro zur Entmachtung des Parlaments verfassungswidrig eingerichteten „Verfassungsgebenden Versammlung“ und galt auch in der Krise im Januar 2019 als Nummer 2 des Chavismus oder als rechte Hand Maduros.

## Korruptionsindex
Nach dem Korruptionsindex von Transparency International wurde Venezuela 2013 auf Platz 160 von 177 begutachteten Ländern und 2017 auf Platz 169 von 180 geführt. Auf dem amerikanischen Kontinent war 2013 nur Haiti als ein noch korrupteres Land auf der Liste platziert. Seit 2016 ist Venezuela das korrupteste Land Amerikas.

## Kontrollorgane
Die Contraloría General de Venezuela, die Behörde für die Rechnungsprüfung, soll gemäß der Verfassung des Landes die Kontrolle der öffentlichen Vermögen gewährleisten. Seit dem Tod des Rechnungsprüfers Clodosbaldo Russián im Jahre 2011 ist Adelina González die Beauftragte der Behörde.
Die General-Staatsanwaltschaft von Venezuela legt die Kriterien für die politische und strafrechtliche Verfolgung innerhalb des Landes fest. Die Opposition forderte bei zahlreichen Gelegenheiten den Rücktritt des Rechnungsprüfers und der Generalstaatsanwältin Luisa Ortega Díaz. Am 5. August 2017 wurde Generalstaatsanwältin Luisa Ortega Díaz schließlich abgesetzt.

## Einflüsse, die zur Korruption beitragen
Wissenschaftler gehen davon aus, dass die Korruption in einem Milieu gefördert wird, in dem ein Gewaltmonopol ohne Beschränkungen existiert und es an geeigneten Kontrollmechanismen fehlt. Laut Mercedes Freitas von Transparence International in Venezuela haben die Staatsorgane in Venezuela eine weitaus dominantere Rolle als in anderen lateinamerikanischen Ländern, demzufolge existieren weniger Durchsichtigkeit bei der Verwendung und Nachweisbarkeit des Geldes sowie das Fehlen einer zweckdienlichen Prüfung und Kontrolle. Ein weiteres Problem ist die hohe Straflosigkeit nach Verbrechen in Venezuela.